# Per Gessle
Per Håkan Gessle (Halmstad, 12 gennaio 1959) è un cantautore e chitarrista svedese, cofondatore dei Roxette.

## Carriera

### Gyllene Tider e Roxette
Leader del gruppo pop-rock svedese degli Gyllene Tider dal 1978, in cui è cantante, chitarrista e autore, Per Gessle raggiunge la fama internazionale dal 1989, con Roxette, duo formato nel 1986 insieme a Marie Fredriksson, in cui scrive sia i testi che la musica, nella maggior parte delle canzoni.
Parallelamente Per Gessle ha pubblicato vari album da solista, per lo più in svedese, come l'album di debutto del 1983, e Scener (1985).

### The Lonely Boys
Nel 1996 insieme a Nisse Hellberg crea The Lonely Boys, un album in cui si presenta come band stile anni sessanta, per il libro De Ensamma Pojkarna.

### The World According to Gessle
Nel 1997 viene pubblicato The World According to Gessle, primo album solista in inglese in cui, anche in Italia, promuove i singoli "Kix" e "Do You Wanna Be My Baby?".

### I Wanna Be Your Boyfriend
Nel 2002 ha pubblicato la cover di I Wanna Be Your Boyfriend dei Ramones, nell'album tributo The Song Ramones the Same, ed altre due canzoni presentate come b-sides, Sheena Is a Punk Rocker e Gimme Gimme Shock Treatment.

### Mazarin
Successivamente, dopo l'uscita del singolo "Opportunity Nox" con Roxette e del video, edito in una versione a cartoni animati, Per Gessle si dedica alla propria carriera solista, registrando un album, "Mazarin", che pubblica nel 2003, al quale segue anche un tour e l'uscita di un DVD, "En Mazarin, Alskling?".
Con la reunion dei Gyllene Tider, avvenuta nel 2004 per celebrare il 25º anniversario, segue l'uscita di "Finn Fem Fel!", un nuovo album, con un tour estivo in Scandinavia, tra luglio e agosto, che lo vede impegnato insieme alla propria band.

### Son of a Plumber
Nel 2005 Per Gessle dà vita ad un nuovo progetto, "Son of a Plumber", in cui pubblica un doppio album, in inglese, dalle sonorità anni sessanta. Inoltre sul sito ufficiale pubblica con un altro pseudonimo, "Bad Hair Day", alcuni demo dell'album "Mazarin", alcune versioni alternative di "Son of a Plumber" e qualche demo.
Nel 2007 viene pubblicata da Sven Lindström l'autobiografia autorizzata: Att vara Per Gessle.
Nel 2008 per "Låt den Rätte Komma In", film horror svedese (tratto dall'omonimo romanzo) che ha vinto 2 Grammy, è stato utilizzato il brano "Kvar i Min Bil", registrato durante le session di "En Händig Man".

### Party Crasher
Il 23 ottobre 2009, in coincidenza con l'inizio del tour "Night of the Proms" con Roxette ad Anversa, esce il primo album live, "Gessle Over Europe", registrato durante il tour, in seguito al suo ultimo lavoro in studio "Party Crasher" che lo ha portato in giro per l'Europa in alcune città come Londra, Amsterdam, Colonia e Varsavia.

### Small Apartments
Subito dopo l'uscita di Charm School e Travelling Per Gessle è stato impegnato con Roxette in un tour mondiale tra il 2011 ed il 2012. Inoltre con l'aiuto di Lundquist e Ofwerman registra la colonna sonora per il film "Small Apartments", di Jonas Åkerlund, mentre Dags att Tänka på Refrängen, un nuovo album con Gyllene Tider lo vedrà impegnato anche per un tour estivo in Scandinavia, nei mesi di luglio e agosto 2013. La colonna sonora di "Small Apartments" avrà una sua pubblicazione nel mese di marzo 2013.

### Per Gessle's Roxette
Verso la fine del 2018, Per Gessle intraprenderà, in giro per l'Europa, un nuovo tour, denominato "Per Gessle's Roxette", dove il musicista canterà i brani dei Roxette senza la controparte Marie Fredriksson. Per ha già cantato i brani dei Roxette, durante il "Party Crasher Tour".
Nuovi progetti 2020
In data 21 febbraio 2020, sulla sua pagina instagram ufficiale, Per Gessle, ha annunciato che sta per pubblicare nuova musica. Nel post non specifica di cosa si tratta, ma la didascalia "new music is coming" viene riportata con una foto, tipo locandina, di Batman e Robin.

### PG Roxette
Nel 2021 Per Gessle prende parte al progetto "The Metallica Blacklist", album tributo dei Metallica, in cui registra la cover di "Nothing Else Matters" con lo pseudonimo PG Roxette.
Nel 2022 Per Gessle tornerà con il progetto PG Roxette, con un singolo inedito, "The Loneliest Girl In The World", pubblicato nel mese di giugno, e con un nuovo album, "Pop-Up Dynamo!", posticipato ad ottobre, e definito dallo stesso Per, come un mix tra Joyride e Look Sharp!, ma in una versione aggiornata. Nel mese di settembre viene pubblicato un secondo singolo, "Walking On Air".
Come ha precisato lo stesso Gessle, non c’è stata nessuna intenzione di sostituire Marie Fredriksson: PG Roxette comprenderà anche le coriste Helena Joseffson e Dea Norberg, già conosciute ai fans del duo, e prenderà l'eredità dei Roxette.

## Vita privata
Sposato con Åsa Nordin dal 1993, ha un figlio, Gabriel Titus.

## The Per Gessle Selection
Nel 2012 Allegrini ha prodotto una linea di vini Kurt & Lisa, i nomi derivano dai genitori dello stesso Per Gessle, e Furet.
Nel 2013 è avvenuta la distribuzione, a maggio, di Sommartider vitt (bianco) e rosé (rosso), un nuovo vino prodotto da François Lurton.

## Discografia

### Carriera solista

#### Album
- 1983 - Per Gessle (EMI/Parlophone)
- 1985 - Scener (EMI)
- 1997 - The World According to Gessle (EMI/Fundamental Records)
- 2003 - Mazarin (Capitol/Elevator Entertainment)
- 2007 - En händig man (Capitol/Elevator Entertainment)
- 2008 - Party Crasher (Capitol/Elevator Entertainment)
- 2017 - En Vacker Natt (Space Station 12/Sony/BMG)
- 2017 - En Vacker Dag (Space Station 12/Sony/BMG)
- 2018 - Small Town Talk (Elevator Entertainment/BMG)
- 2020 - Gammal Kärlek Rostar Aldrig (Elevator Entertainment/Cosmos)

#### Singoli
- "Om Du Har Lust" (1983)
- "Blå December" (1985)
- "Galning" (1985)
- "Inte Tillsammans, Inte Isär" (1986) [EP]
- "Do You Wanna Be My Baby?" (1997)
- "Kix" (1997)
- "I Want You To Know" (1997)
- "I Wanna Be Your Boyfriend" (2002)
- "Spegelboll" (2003) [Promo in vinile da 12"]
- "Här Kommer Alla Känslorna (På En Och Samma Gång)" (2003)
- "På Promenad Genom Stan" (2003)
- "Tycker Om När Du Tar På Mej" (2003)
- "En Händig Man" (2007)
- "Jag Skulle Vilja Tänka En Underbar Tanke" (2007) [Promo in CDS]
- "Pratar Med Min Müsli (Hur Det Än Verkar)" (2007)
- "Silly Really" (29 ottobre 2008)
- "Silly Really [Right Into Your Bed Remix]" (19 gennaio 2009) [Singolo Digitale]
- "Sing Along" (4 febbraio 2009)
- "Småstadsprat" (2017)
- "Tittar På Dej När Du Dansar" (2017)
- "Känn dej som hemma" (2017)
- "Honung och guld (Live Halmstad 11 agosto 2017)" (2018)
- "Name You Beautiful" (2018)

#### Cofanetti
- 1992 - På Väg 1982-86 (EMI)

#### Tributi
- 2002 - The Song Ramones the Same (White Jazz Records)

#### Raccolte
- 2007 - Kung av Sand - en Liten Samling (Capitol/Elevator Entertainment) - CD allegato al quotidiano Aftonbladet
- 2014 - The Per Gessle Archives (Cosmos/Elevator Entertainment)[20][21][22]

#### Live
- 2009 - Gessle Over Europe (Capitol/Elevator Entertainment)
- 2017 - En Vacker Kväll - Live Sommaren 2017 (Space Station 12/Sony/BMG)
- 2021 - Late Night Concert - Unplugged Cirkus (Elevator Entertainment/Cosmos)

#### Colonne sonore
- 2013 - Small Apartments

### Per Gessle & Nisse Hellberg
- 1996 - The Lonely Boys (EMI/Parlophone)

### Son of a Plumber
- 2005 - Son of a Plumber (Capitol/Elevator Entertainment)

### Bad Hair Day (demo scaricabili gratuitamente dal sito ufficiale)
- 2006 - Mazarin Demos
- 2006 - SOAP Demos

## Videografia
- 2003 - En Mazarin, Älskling? (26 novembre)
- 2007 - En Händig Man på Turné (5 dicembre)